# Železniční stanice Be'er Ševa merkaz
železniční stanice Be'er Ševa merkaz (hebrejsky: תחנת הרכבת באר שבע מרכז, Tachanat ha-rakevet Be'er Ševa merkaz, doslova železniční stanice Be'er Ševa-střed) je železniční stanice na železniční trati Tel Aviv-Beerševa v Izraeli.
Leží v jižní části Izraele v Negevské poušti, v nadmořské výšce cca 270 metrů. Je situována do centra města Beerševa v ulici Jicchak Ben Cvi. Poblíž stanice se rozkládá centrální autobusové nádraží.
Železniční spojení do Beerševy postavili jako vojenskou trať narychlo již roku 1915 Turci. Pak byla ale postupně trať utlumována. Osobní přeprava z Tel Avivu do Beerševy začala znovu až roku 1956. Roku 1965 vznikla odbočka do města Dimona. V roce 1979 byla ovšem osobní přeprava do Beerševy pro malý zájem ukončena. Obnovení se dočkala až koncem 20. století. Železniční stanice Be'er Ševa merkaz byla otevřena roku 2000. Roku 2004 navíc vyrostla jižním směrem odtud dlouhá průmyslová vlečka do průmyslové zóny Ramat Chovav. Je obsluhována autobusovými linkami společnosti Egged. Jsou tu k dispozici parkovací místa pro automobily, prodejní automaty, prodejní stánky, bankomat a veřejný telefon.